# Костоев, Абубакар Хасанович
Абубака́р Хаса́нович Косто́ев (род. 30 июля 1967, Орджоникидзевская, Чечено-Ингушская АССР) — сотрудник МВД России, майор полиции, Герой Российской Федерации (2014).

## Биография
Костоев Абубакар Хасанович родился 30 июля 1967 года в станице Орджоникидзевская Сунженского района Чечено-Ингушской АССР. В органах внутренних дел с 5 мая 1993 года. Окончил строительное отделение Ростовского колледжа отраслевых технологий (г. Ростов Ярославской области) и Санкт-Петербургский университет МВД России. С 17 ноября 2011 года - старший участковый уполномоченный полиции ОУУП и ПДН ОМВД России по Сунженскому району Республики Ингушетия. Обслуживаемый административный участок - сельское поселение Нестеровское.
Проявил мужество и профессионализм в ходе специальной операции по обезвреживанию террориста-смертника, собиравшегося произвести подрыв начинённого взрывчаткой автомобиля в одном из людных мест Сунженского района Республики Ингушетия. В ходе операции группа полицейских из местного поселкового отделения полиции, в которую входил А.Х.Костоев, в районе сельского поселения Нестеровское попыталась блокировать автомобиль с находящимся в нём преступником. От последовавшего взрыва все четверо полицейских получили ранения различной степени тяжести. Погиб один местный житель. А.Х.Костоев получил серьёзные ранения. 
Указом Президента Российской Федерации от 14 октября 2014 года за мужество и героизм, проявленные при исполнении служебного долга, майору полиции Костоеву Абубакару Хасановичу присвоено звание Героя Российской Федерации с вручением знака особого отличия - медали «Золотая Звезда».

## Награды
- Герой Российской Федерации (награда вручена 22 декабря 2014 года)[5]
- ведомственные медали